# Edith Nourse Rogers
Edith Rogers, nata Nourse (Saco, 19 marzo 1881 – Boston, 10 settembre 1960), è stata una politica e attivista statunitense, come volontaria dell'assistenza sociale al Congresso degli Stati Uniti. È stata la prima donna eletta al Congresso dal Massachusetts. Fino al 2012 è stata la deputata più longeva e fino al 2018 è stata la rappresentante donna più longeva, record ora detenuto da Marcy Kaptur. Nei suoi 35 anni alla Camera dei Rappresentanti è stata una voce potente per i veterani e ha sponsorizzato leggi fondamentali, tra cui il Servicemen's Readjustment Act del 1944, comunemente noto come G.I. Bill, che ha fornito benefici educativi e finanziari per i veterani che tornavano a casa dalla Seconda guerra mondiale, la legge del 1942 che ha creato il Corpo Ausiliario dell'Esercito Femminile (WAAC) e la legge del 1943 che ha creato il Women's Army Corps (WAC). È stata anche determinante nel portare stanziamenti federali al suo collegio elettorale, il quinto distretto congressuale del Massachusetts.

## Primi anni
Edith Nourse nacque il 19 marzo 1881 a Saco, nel Maine, da Franklin T. Nourse, direttore di una fabbrica tessile, e da Edith France Riversmith, che si impegnò come volontaria nella chiesa cristiana e nelle cause sociali. Entrambi i genitori provenivano da antiche famiglie del New England e poterono far studiare privatamente la figlia fino all'età di quattordici anni. Edith frequentò e si diplomò alla Rogers Hall School, un collegio privato per ragazze a Lowell, nel Massachusetts, e poi alla Madame Julien's School, una scuola di perfezionamento a Neuilly, vicino a Parigi, in Francia.
Come la madre si impegnò come volontaria nella chiesa e in altri enti di beneficenza. Nel 1907 sposò John Jacobs Rogers, appena laureato alla Harvard Law School, che nello stesso anno superò l'esame di stato e iniziò a praticare a Lowell. Nel 1911 iniziò la sua carriera politica, occupandosi dell'amministrazione cittadina e l'anno successivo divenne commissario scolastico. Nel 1912 fu eletta come repubblicana al 63º Congresso degli Stati Uniti come rappresentante del 5º distretto del Massachusetts e iniziò a prestare servizio a Washington il 13 marzo 1913.
Presto scoppiò la Prima guerra mondiale. Nel 1917 John Rogers, in qualità di membro della Commissione Affari Esteri della Camera, si recò nel Regno Unito e in Francia per osservare da vicino le condizioni della guerra. Rimase deputato durante il suo breve arruolamento come soldato semplice in un battaglione di addestramento di artiglieria, la 29ª batteria di addestramento, 10° battaglione di addestramento, artiglieria da campo, quarta scuola centrale di addestramento per ufficiali, dal 2 settembre 1918 fino al suo congedo con onore il 29 novembre 1918.
Durante questo periodo, Edith Rogers si offrì volontaria presso la Young Men's Christian Association (YMCA) di Londra per un breve periodo, poi dal 1917 al 1922 come “Gray Lady” presso la Croce Rossa Americana in Francia e presso il Walter Reed Army Medical Center di Washington Questo fu l'inizio di quello che divenne un impegno a favore dei veterani per tutta la vita. Fu anche testimone delle condizioni in cui versavano le donne impiegate e volontarie che lavoravano con le Forze armate degli Stati Uniti; ad eccezione di alcune infermiere, erano civili e non ottenevano alcun beneficio, tra cui l'alloggio, il cibo, l'assicurazione, l'assistenza medica, la tutela legale, la pensione e l'indennizzo per le loro famiglie in caso di morte. Al contrario, le donne dell'esercito britannico prestate all'American Expeditionary Forces (AEF) in Francia erano militari, con i relativi benefici e responsabilità.
Alla fine della guerra il marito entrò nell'organizzazione dei veterani dell'American Legion e lei nell'ausiliaria. La sua esperienza con i problemi dei veterani portò il presidente Warren G. Harding a nominarla ispettrice dei nuovi ospedali per veterani dal 1922 al 1923, per 1 dollaro all'anno. L'ispettrice riferì sulle condizioni e la sua nomina fu rinnovata sia dall'amministrazione Coolidge che da quella Hoover. La sua prima esperienza in politica fu il servizio come elettore nel Collegio Elettorale degli Stati Uniti durante la campagna presidenziale del 1924 di Calvin Coolidge.

## Membro del Congresso

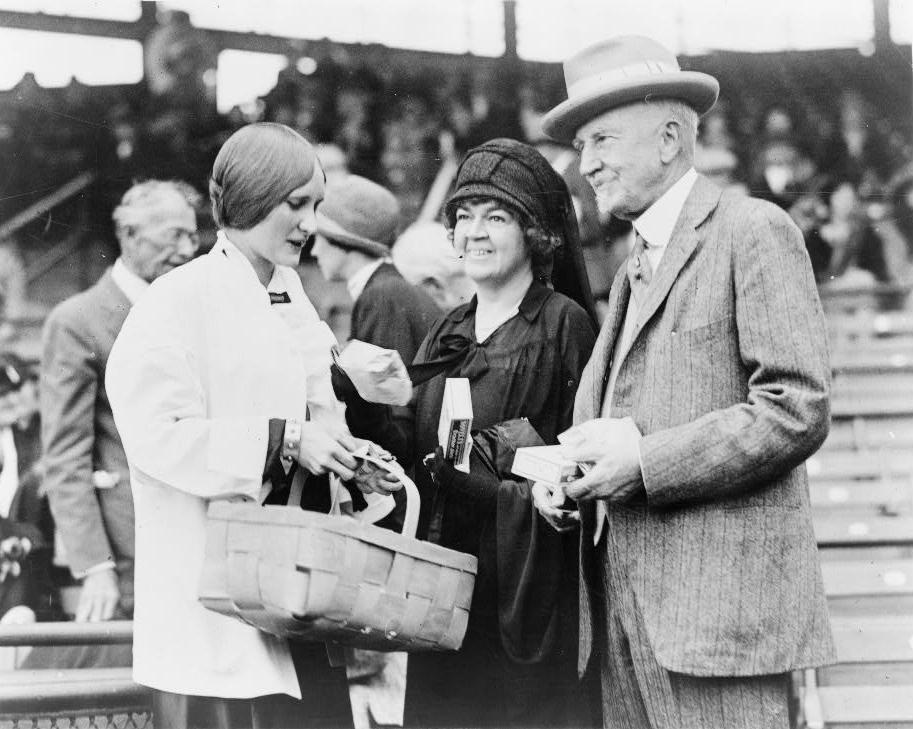
Margaret Speaks, a sinistra, figlia del rappresentante John C. Speaks dell'Ohio, fotografata mentre vende noccioline a Edith N. Rogers e al senatore Frederick H. Gillett durante la partita tra le squadre democratiche e repubblicane della Camera dei Rappresentanti.

Questa esperienza le fu utile quando il marito morì a Washington il 28 marzo 1925, poco più di tre settimane dopo aver iniziato il suo settimo mandato. Spinta dalle pressioni del Partito Repubblicano e dell'American Legion, che approvavano la sua posizione sui temi dei veterani e volevano il voto di simpatia, fu spinta a candidarsi per il seggio del defunto marito. Si candidò in un'elezione straordinaria come candidata repubblicana a rappresentante del 69° Congresso degli Stati Uniti per il 5° distretto del Massachusetts e batté Eugene Foss, ex Governatore del Massachusetts, con uno schiacciante 72% dei voti. Come Mae Ella Nolan e Florence Prag Kahn prima di lei, vinse il seggio del marito.
Il suo mandato iniziò il 30 giugno 1925, diventando così la sesta donna eletta al Congresso, dopo Jeannette Rankin, Alice Mary Robertson, Winnifred Sprague Mason Huck, Mae Nolan, Florence Kahn e Mary Teresa Norton. Come tutte le altre, tranne la Norton, era repubblicana e come tutte era membro della Camera dei Rappresentanti; Hattie Wyatt Caraway sarebbe diventata la prima donna eletta al Senato nel 1932. La Rogers fu anche la prima donna eletta al Congresso dal New England e la seconda da uno Stato orientale dopo la Norton, che proveniva dal New Jersey.
Dopo l'elezione al 69° Congresso, fu rieletta al 70°, 71°, 72°, 73°, 74°, 75°, 76°, 77°, 78°, 79°, 80°, 81°, 82°, 83°, 84°, 85° e 86° Congresso. Continuò a vincere con forti maggioranze, servendo per un totale di 35 anni e 18 mandati consecutivi, fino alla sua morte, avvenuta il 10 settembre 1960. Nel 1958 fu considerata una formidabile candidata al Senato degli Stati Uniti contro il ben più giovane John F. Kennedy, ma decise di non candidarsi. Questo è stato il mandato più lungo di qualsiasi donna eletta al Congresso degli Stati Uniti, fino a quando non fu superata da Barbara Mikulski nel 2012. Come il marito, ha fatto parte della Commissione per gli affari esteri, della Commissione per la funzione pubblica e della Commissione per gli affari dei veterani. Ha presieduto la Commissione per gli affari dei veterani dal 1947 al 1948 e di nuovo dal 1953 al 1954, durante l'80° e l'83° Congresso. È stata anche la prima donna a presiedere come Presidente pro tempore della Camera dei Rappresentanti.
Nel pomeriggio del 13 dicembre 1932, Marlin Kemmerer si appollaiò sul parapetto della galleria della Camera dei Rappresentanti degli Stati Uniti, agitò una pistola e chiese il diritto di parola. Mentre gli altri rappresentanti fuggivano in preda al panico, i deputati Rogers e Melvin Maas (USA) si allontanarono. Rogers e Melvin Maas (R-MN) si avvicinarono all'aspirante pistolero. La Rogers aveva assistito i veterani colpiti da un proiettile all'ospedale Walter Reed; guardò Kemmerer e disse al giovane turbato: "Non farai nulla". Maas, un marine della prima guerra mondiale, si mise accanto alla Rogers e chiese a Kemmerer di gettare la pistola. Quando lo fece, fu arrestato dal deputato (R - NY, e futuro sindaco di New York) Fiorello H. La Guardia e da un agente di polizia di Washington fuori servizio. Kemmerer fu rilasciato un mese dopo su richiesta dei membri della Camera.

## Legislatrice

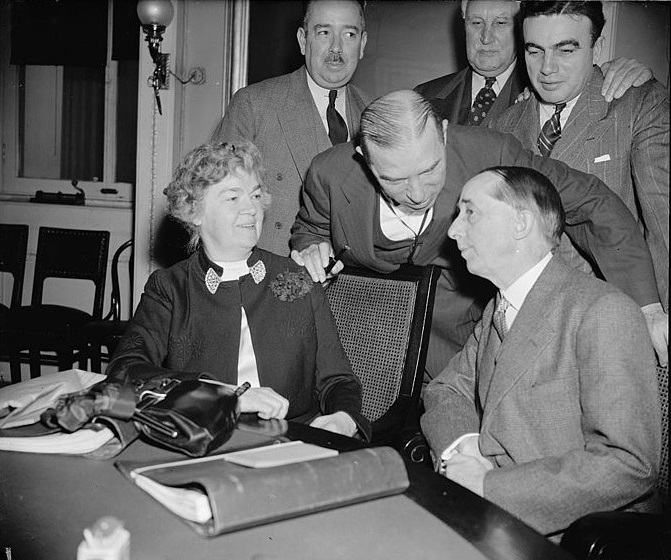
Claude Bowers, a destra, è ritratto con il rappresentante Sol Bloom, presidente della commissione, e la rappresentante Edith Nourse Rogers, repubblicana del Massachusetts.

La Rogers era considerata competente dai suoi colleghi maschi e divenne un modello per le deputate più giovani. Il suo marchio di fabbrica era un'orchidea o una gardenia sulla spalla. Fu anche un'attiva legislatrice e sponsorizzò più di 1.200 proposte di legge, oltre la metà delle quali riguardanti questioni di veterani o militari. Votò a favore di un corpo infermieristico permanente nel Dipartimento degli Affari dei Veterani e di benefici per i veterani disabili e per i veterani della Guerra di Corea.
Nel 1937 sponsorizzò una proposta di legge per finanziare la manutenzione del trascurato Cimitero del Congresso, anche se suo marito riposava nella loro città natale. Si oppose al lavoro minorile e si batté per la “parità di retribuzione a parità di lavoro” e per una settimana lavorativa di 48 ore per le donne, pur ritenendo che la priorità di una donna fosse la casa e la famiglia. Sostenne l'autonomia economica locale; il 19 aprile 1934 lesse una petizione contro l'ampliamento delle norme commerciali del New Deal e tutte le 1.200 firme furono inserite nel Registro del Congresso. La Rogers votò a favore delle leggi sui diritti civili del 1957 e del 1960.
È stata una sostenitrice dell'industria tessile e del cuoio del Massachusetts. Ottenne finanziamenti per misure di controllo delle inondazioni nel bacino del Fiume Merrimack, aiutò Camp Devens a diventare Fort Devens, Massachusetts, nel 1931, e fu artefice di molti altri posti di lavoro e sovvenzioni nello Stato.
Nel 1935 introdusse due volte risoluzioni per autorizzare il finanziamento di studi sulla sicurezza del traffico, ottenendo alla fine 75.000 dollari per il Bureau of Public Roads per studiare le condizioni di sicurezza del traffico.
Un'analisi riservata del 1943 della Commissione Affari Esteri della Camera, condotta da Isaiah Berlin per il Ministero degli Esteri britannico, la descriveva così:
Nelle carte private del capo della logistica dell'ETO, il tenente generale John C. H. Lee, si legge che fu ricevuta a Cherbourg, in Francia, il 4 ottobre 1944. Il giorno seguente decorò il col. Benjamin B. Talley, comandante delle operazioni a Omaha Beach durante e dopo il D-Day, con la Legion of Merit per il suo lavoro nella gestione del porto sulla Spiaggia di Omaha.

## Rifugiati tedeschi
Edith Rogers fu una dei primi membri del Congresso a pronunciarsi contro il trattamento degli ebrei da parte di Adolf Hitler. L'espulsione di ebrei dalla Germania senza documenti regolari causò una crisi dei rifugiati nel 1938 e, dopo che la Conferenza di Evian non riuscì a revocare le quote di immigrazione nelle 38 nazioni partecipanti, Edith Rogers fu co-sponsor della legge Wagner-Rogers insieme al senatore Robert F. Wagner. Presentata al Senato il 9 febbraio 1939 e alla Camera il 14 febbraio, avrebbe consentito a 20.000 rifugiati ebrei tedeschi di età inferiore ai 14 anni di stabilirsi negli Stati Uniti.
La proposta di legge fu sostenuta da gruppi religiosi e sindacali e dai media, ma fu fortemente osteggiata da gruppi patriottici che ritenevano che “la carità comincia in casa”. Dopo le elezioni rancorose del 1938 alla Camera e al Senato, il Congresso era diventato conservatore e, nonostante le disposizioni che richiedevano che i bambini fossero sostenuti da individui e agenzie private e non da fondi pubblici, organizzazioni come la Legione Americana, le Figlie della Rivoluzione Americana e la Coalizione Americana delle Società Patriottiche si schierarono contro. Con l'aumento del nativismo e dell'antisemitismo, i problemi economici e l'affermazione dell'indipendenza del Congresso, il presidente Franklin Delano Roosevelt non fu in grado di sostenere la legge, che fallì.

## WAAC

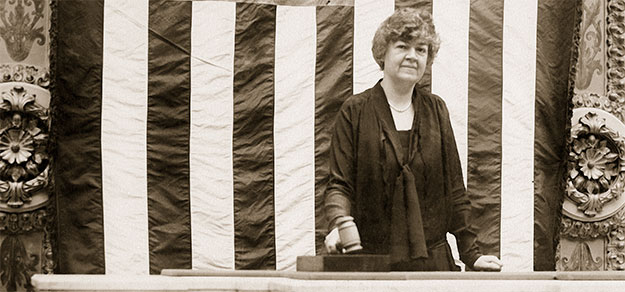
Edith Nourse Rogers del Massachusetts presiede l'Aula della Camera in questa immagine del 1926 della Collezione della Camera dei Rappresentanti degli Stati Uniti.

Le donne avevano già prestato servizio nell'esercito degli Stati Uniti. Nel 1901 fu creato un corpo infermieristico femminile nel Dipartimento medico dell'esercito e nel 1907 un corpo infermieristico della Marina. Tuttavia, nonostante le uniformi, le infermiere erano dipendenti civili con pochi benefici. Lentamente ottennero ulteriori privilegi, tra cui i “gradi relativi” e le insegne nel 1920, una pensione di anzianità nel 1926 e una pensione di invalidità in caso di infortunio in servizio nel 1926. La Rogers votò a favore delle pensioni.
Le prime donne americane arruolate nelle forze armate regolari furono 13.000 ammesse al servizio attivo nella Marina e nei Marines durante la Prima Guerra Mondiale, e un numero molto inferiore fu ammesso nella Guardia Costiera. Queste "Yeomanettes" e "donne Marines" servivano principalmente in posizioni d'ufficio. Conseguirono gli stessi benefici e responsabilità degli uomini, compresa la stessa paga, e furono trattate come veterani dopo la guerra. Queste donne furono rapidamente smobilitate quando le ostilità cessarono e, a parte il Corpo delle Infermiere, la soldataglia tornò a essere esclusivamente maschile. Al contrario, le commesse dell'esercito e le “Hello Girls” che lavoravano ai telefoni durante la Prima Guerra Mondiale erano appaltatrici civili senza benefici.

Il lavoro di volontariato svolto dalla Rogers durante la prima guerra mondiale le fece conoscere lo status delle donne nell'Esercito degli Stati Uniti e il ruolo molto più egualitario delle donne nell'Esercito Britannico. Ispirata da questo modello, all'inizio del 1941 Edith Rogers presentò al 76º Congresso una proposta di legge per creare un Corpo Ausiliario dell'Esercito Femminile (WAAC) durante la Seconda Guerra Mondiale. La proposta di legge intendeva liberare gli uomini dal servizio di combattimento creando un gruppo di 25.000 impiegate non combattenti. Il progetto di legge languì di fronte alla forte opposizione alle donne nell'esercito e all'indifferenza di fronte a priorità più alte come la legge sul rilascio dei prestiti, i controlli dei prezzi e l'aumento della produzione bellica.

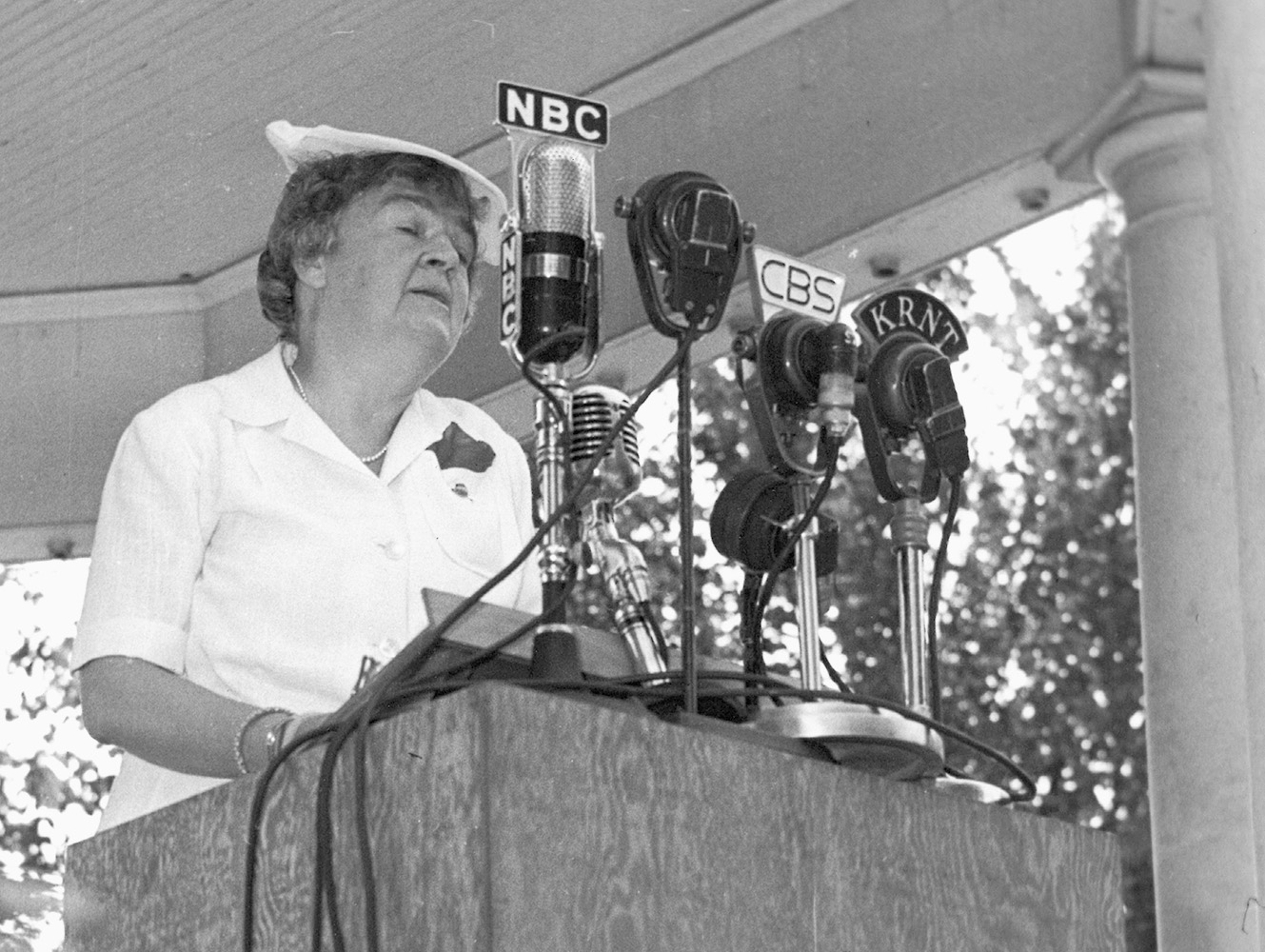
La deputata Edith Nourse Rogers si rivolge ai diplomati della prima classe di ufficiali WAAC a Fort Des Moines, il 29 agosto 1942.

Dopo l'attacco del 7 dicembre 1941 a Pearl Harbor, la scarsità di manodopera si fece sentire a causa dell'aumento della produttività. La Rogers si rivolse al Capo di Stato maggiore George Marshall e, con il suo forte sostegno, reintrodusse la proposta di legge al 77° Congresso con un nuovo limite massimo di 150.000 donne e un emendamento che conferiva alle donne il pieno status militare. L'emendamento fu clamorosamente respinto, ma il disegno di legge non modificato passò e il 14 maggio 1942 la firma del Presidente Franklin Delano Roosevelt trasformò “An Act to Establish the Women's Army Auxiliary Corps” (Legge per l'istituzione del corpo ausiliario femminile dell'esercito) nella legge pubblica 77-554.
Pur essendo “ausiliarie”, e quindi non facendo parte dell'esercito regolare, le WAAC ricevevano cibo, vestiario, alloggio, assistenza medica, addestramento e paga. Non conseguivano indennità di morte, assistenza medica come i veterani, pensioni di anzianità o di invalidità o paghe d'oltremare. Avevano gradi ausiliari che non conferivano alcuna autorità di comando sugli uomini e guadagnavano meno degli uomini con gradi analoghi dell'esercito regolare, fino al 1° novembre 1942, quando la legislazione equiparò la loro retribuzione. Non essendo un esercito regolare, non erano autogovernate dai regolamenti dell'esercito e, se catturate, non erano protette dalle convenzioni internazionali sul trattamento dei prigionieri di guerra (POW).
Il 30 luglio 1942, la legge pubblica 77-554 creò le WAVES (Women Accepted for Volunteer Emergency Service) nella Marina. La legge passò senza alcuna opposizione significativa, nonostante concedesse alle WAVES il pieno status di riserve militari, secondo gli stessi regolamenti navali applicati agli uomini. Le WAVES ottennero pari retribuzione e benefici, ma non pensioni di anzianità o di invalidità e furono limitate a compiti non di combattimento negli Stati Uniti continentali. Seguirono a breve distanza le SPARS (dal motto Semper Paratus, “sempre pronte”) della Guardia Costiera e la Marine Corps Women's Reserve. La legge pubblica 78-441 del 27 settembre 1944 consentì alle WAVES di servire anche in Alaska e nelle Hawaii.
L'obiettivo iniziale di 25.000 WAAC entro il 30 giugno 1943 fu superato nel novembre 1942. L'obiettivo fu riportato a 150.000, il massimo consentito dalla legge, ma la concorrenza di unità gemelle come i WAVES e l'industria bellica privata, il mantenimento di elevati standard educativi e morali, il sottoutilizzo di WAAC qualificati e una serie di pettegolezzi e cattiva pubblicità nel 1943 impedirono di raggiungere l'obiettivo.
Le voci di una condotta immorale furono ampiamente pubblicate dalla stampa senza alcuna verifica e danneggiarono il morale. Le indagini del Dipartimento della Guerra e di Edith Rogers non portarono a nulla; l'incidenza di comportamenti disordinati e criminali tra i WAAC era una frazione minima di quella della popolazione militare maschile, le malattie veneree erano quasi inesistenti e il tasso di gravidanza era molto inferiore a quello delle donne civili. Nonostante ciò, il 30 giugno 1943 gli arruolamenti raggiunsero le 60.000 unità.

## Women's Army Corps

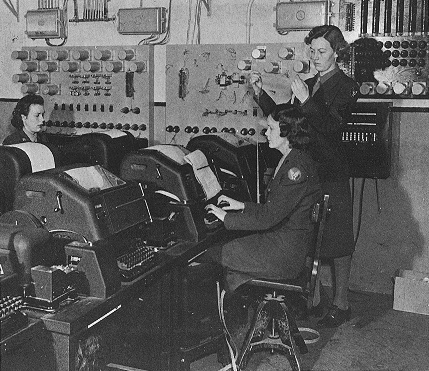
I WAC assegnati all'Ottava Forza Aerea in Inghilterra utilizzano le telescriventi.

Nell'ottobre 1942 Edith Rogers presentò una proposta di legge per rendere i WAAC una parte ufficiale della United States Army Reserve. Temendo che avrebbe ostacolato altre leggi di guerra, George Marshall si rifiutò di sostenerla e la proposta fallì. Nel 1943 cambiò idea e chiese al Congresso di conferire alle WAAC il pieno status militare. L'esperienza dimostrò che i due sistemi separati erano troppo difficili da gestire. Rogers e Oveta Culp Hobby, prima direttrice dei WAAC, elaborarono una nuova proposta di legge che fu discussa alla Camera per sei mesi prima di essere approvata. Il 1° luglio 1943 Roosevelt firmò "An Act to Establish the Women's Army Corps in the Army of the United States" (Atto per l'istituzione del corpo delle donne dell'esercito degli Stati Uniti), che divenne la legge pubblica 78-110. La parte "ausiliaria" del nome fu ufficialmente abbandonata e il 5 luglio 1943 la Hobby fu nominata colonnello, il grado più alto consentito nel nuovo Corpo d'Armata Femminile.
I WAC ottennero lo stesso stipendio, le stesse indennità e gli stessi benefici delle unità regolari dell'esercito, anche se il tempo trascorso come WAC non veniva conteggiato come tempo di servizio e l'indennità per le persone a carico era fortemente limitata. I WAC erano ora disciplinati, promossi e ricevevano le stesse protezioni legali delle unità dell'esercito regolare, e il tetto dei 150.000 fu abolito. Sebbene i legislatori avessero chiarito di aspettarsi che i WAC non fossero combattenti, la legge non conteneva restrizioni specifiche. I regolamenti dell'Esercito in vigore vietavano loro l'addestramento al combattimento con le armi, le esercitazioni tattiche, gli incarichi che richiedevano l'uso di armi, la supervisione di uomini e i lavori che richiedevano una grande forza fisica, a meno che non venissero autorizzati dal Segretario alla Guerra degli Stati Uniti; tuttavia, delle 628 specialità dell'Esercito, le donne erano ora qualificate per 406. Ulteriori regolamenti dell'esercito furono adottati per coprire la gravidanza, il matrimonio e l'assistenza alla maternità.
Come parte dell'esercito regolare, le WAC non potevano essere assegnate in modo permanente a cuochi, cameriere, inservienti o ad altri lavori civili. La maggior parte di loro divenne impiegata, segretaria e autista, ma anche meccanico, osservatore meteorologico, operatore radio, tecnico medico, analista di intelligence, cappellano, impiegato postale e operatore di attrezzature pesanti. La restrizione contro l'addestramento al combattimento e il porto d'armi fu derogata in diversi casi, consentendo alle donne di servire come ufficiali pagatori, polizia militare, nelle stanze dei codici o come autisti in alcune aree d'oltremare. Il 10 gennaio 1943, un'unità del 200-WAC fu addirittura addestrata come equipaggio di cannoni antiaerei, anche se non fu consentito loro di sparare con l'arma da 90 mm. Alcuni furono anche assegnati al Progetto Manhattan.
I WAC prestarono servizio anche oltreoceano, e vicino alle linee del fronte. Durante l'invasione dell'Italia da parte della Quinta Armata degli Stati Uniti sotto il tenente generale Mark W. Clark, un plotone di 60 donne servì nel quartier generale avanzato, a volte a pochi chilometri dalle linee del fronte; e nel Pacifico meridionale i WAC si trasferirono a Manila, nelle Filippine, solo tre giorni dopo l'occupazione. Al V-J Day, un quinto di loro aveva prestato servizio oltreoceano.
Nel V-E Day, l'8 maggio 1945, i WAC raggiunsero il picco di 99.388 donne in servizio attivo, e in totale più di 140.000 WAC prestarono servizio durante la seconda guerra mondiale. La maggior parte di loro prestò servizio nelle Forze di Servizio dell'Esercito, ma un gran numero di donne prestò servizio come "WAC dell'aria" nell'Aviazione dell'Esercito, in gran parte grazie all'entusiastico e tempestivo sostegno del generale Henry H. Arnold, e nel Corpo Medico dell'Esercito. Solo 2.000 prestarono servizio nella Forze di terra dell'Esercito, che era pesantemente impegnata nei combattimenti.
Nonostante lo status di non combattente del suo direttorato, Oveta Hobby fu insignita della Army Distinguished Service Medal, la terza decorazione più alta dell'Esercito degli Stati Uniti e la più alta che può essere assegnata per un servizio non in combattimento. I WAC sono stati insigniti di un totale di 62 Legioni al Merito, 565 Stelle di Bronzo, 3 Medaglie dell'Aria e 16 Cuori Viola.
La proposta di legge iniziale prevedeva che i WAC fossero sospesi sei mesi dopo che il Presidente avesse dichiarato la fine della guerra, ma nonostante le resistenze della Camera e la campagna diffamatoria, i WAC si comportarono bene e con capacità. Secondo Dwight D. Eisenhower, “Durante il periodo in cui ho avuto le WAC sotto il mio comando, esse hanno affrontato ogni prova e compito loro assegnato..... Il loro contributo in termini di efficienza, abilità, spirito e determinazione è incommensurabile”. Douglas MacArthur le definì “i miei migliori soldati”. Con la fretta di inviare a casa il maggior numero possibile di uomini al più presto dopo la cessazione delle ostilità, le WAC erano ancora più richieste.
Con il sostegno di Eisenhower, fu approvata la “Legge per creare un corpo infermieristico permanente dell'esercito e della marina e per istituire un corpo medico specializzato femminile nell'esercito”, o Legge sugli infermieri dell'Esercito e della Marina del 1947, che divenne la legge pubblica 8036, concedendo uno status regolare e permanente alle infermiere. All'inizio del 1946 il Capo di Stato Maggiore Eisenhower ordinò la stesura di una legge per rendere le WAC una parte permanente delle forze armate. Il disegno di legge fu approvato all'unanimità dal Senato, ma il Comitato per le Forze Armate della Camera lo emendò per limitare le donne allo status di riserva, con il solo dissenso della rappresentante Margaret Chase Smith.
Dopo la veemente obiezione di Eisenhower, che scrisse: “Le donne americane devono condividere la responsabilità della sicurezza del loro Paese in una futura emergenza, come fecero le donne inglesi nella Seconda Guerra Mondiale”; la testimonianza personale del Segretario alla Difesa James Forrestal e il sostegno di tutti i principali comandanti militari, tra cui il Capo delle Operazioni Navali, l'Ammiraglio Chester Nimitz e MacArthur, comandante delle Forze armate degli Stati Uniti in Estremo Oriente, che scrisse: “Non possiamo chiedere a queste donne di rimanere in servizio, né possiamo chiedere a personale qualificato di offrirsi volontario, se non possiamo offrire loro uno status permanente”; articoli di supporto sul New York Times e sul Christian Science Monitor e il sostegno del senatore e futuro presidente Lyndon B. Johnson e della rappresentante Edith Rogers, la legge emendata passò alla Camera ma fu respinta al Senato. Un compromesso ripristinò la formulazione originale, ma limitò il numero totale di donne consentite al servizio per i primi anni, che poi passò all'esercito regolare, presentato al Congresso nel 1947 nel bel mezzo di una massiccia riorganizzazione del Senato all'unanimità, e 206 a 133 alla Camera. Il 12 giugno 1948 il Presidente Harry Truman firmò il "Women's Armed Services Integration Act", che divenne la Legge Pubblica 80-625.
Il 3 dicembre 1948, la direttrice delle WAC, il colonnello Mary A. Hallaren, divenne il primo ufficiale donna dell'esercito americano. Le WAC non erano ancora all'altezza. Il loro numero era limitato, non avevano alcuna autorità di comando rispetto agli uomini, erano escluse dall'addestramento e dalle mansioni di combattimento, avevano ulteriori restrizioni sulla possibilità di richiedere assistenza e, a parte il loro direttore, nessuna donna poteva essere promossa oltre il grado di tenente colonnello. Le WAC hanno prestato servizio nelle guerre di Corea e del Vietnam.
L'8 novembre 1967 il Congresso eliminò le restrizioni sulle promozioni, consentendo alle prime WAC di diventare generali; poi, il 29 ottobre 1978, il Women's Army Corps fu sciolto e le donne furono integrate nel resto dell'esercito.

## G.I. Bill
Nel 1944 Edith Rogers contribuì alla stesura e poi fu cosponsor della G.I. Bill, insieme al rappresentante John E. Rankin e ai senatori Ernest McFarland e Bennett Champ Clark. Il disegno di legge prevedeva l'istruzione e la formazione professionale, prestiti a basso tasso di interesse per case, fattorie e imprese e un sussidio di disoccupazione limitato per i militari di ritorno. Il 22 giugno 1944, il presidente Franklin D. Roosevelt firmò il "Servicemen's Readjustment Act", che divenne la Legge Pubblica 78-346 e le consegnò la prima penna. Grazie a questa legge, circa la metà dei veterani rientrati in patria ha proseguito gli studi superiori.
Nell'agosto 2019, nell'ambito del Forever GI Bill, la borsa di studio Edith Nourse Rogers Science Technology Engineering Math (STEM) è disponibile per i veterani che perseguono carriere STEM. Questa borsa di studio consente ai beneficiari di ottenere fino a nove mesi aggiuntivi di benefici Post-9/11 GI Bill.

## Dopo la seconda guerra mondiale
Durante la guerra fredda la Rogers sostenne la Commissione per le attività antiamericane della Camera e il senatore Joseph McCarthy durante la "paura rossa". Pur sostenendo le Nazioni Unite, nel 1953 affermò che i quartieri generali dell'ONU avrebbero dovuto essere espulsi dagli Stati Uniti se la Cina comunista fosse stata ammessa. Nel 1954 si oppose all'invio di soldati statunitensi in Vietnam.

## Morte ed eredità
Edith Rogers morì il 10 settembre 1960 a Philips House, Massachusetts General Hospital, a Boston, Massachusetts, nel bel mezzo della sua campagna per il 19° Congresso. Fu sepolta con il marito nel Lowell Cemetery, nella loro città natale, Lowell.
Nel corso della sua vita ha conseguito molte onorificenze, tra cui la Distinguished Service Medal dell'American Legion nel 1950. In onore del suo lavoro con i veterani, l'Edith Nourse Rogers Memorial Veterans Hospital di Bedford, Massachusetts, porta il suo nome.
Il Women's Army Corps Museum (ora United States Army Women's Museum), creato il 14 maggio 1955 a Fort McClellan, in Alabama, è stato rinominato Edith Nourse Rogers Museum il 18 agosto 1961, ma è tornato al suo nome originale il 14 maggio 1977.
L'Edith Nourse Rogers Stem Academy di Lowell, Massachusetts, è intitolata a Edith Rogers. Tra i suoi famosi diplomati c'è l'ex deputato e attuale rettore dell'Università del Massachusetts Lowell, Marty Meehan, che è stato membro della Camera dei Rappresentanti degli Stati Uniti dal 5 gennaio 1993 al 1º luglio 2007. L'Edith Nourse Rogers Stem Academy serve circa 1.200 studenti tra i cinque e gli otto anni.
Nel 1998, la Rogers è stata inserita nella National Women's Hall of Fame.
Il governatore Deval Patrick ha firmato una proclamazione che dichiara il 30 giugno 2012 “Giornata della deputata Edith Nourse Rogers”.